# Musée des chemins de fer électriques du Pirée
Le musée des chemins de fer électriques du Pirée (grec moderne : Μουσείο Ηλεκτρικών Σιδηροδρόμων ou Μουσείο ΗΣΑΠ) est un musée des chemins de fer au Pirée, en Grèce. Le musée a été créé en 2005 dans les locaux de l'ancien bureau de poste de la gare du Pirée. Le musée expose une collection de petits objets, de photographies et de documents relatifs à l'histoire du Chemin de fer d'Athènes au Pirée, aux Chemins de fer Helléniques (EIS), au Tramway du Pirée à Perama, au Tramway portuaire du Pirée, à la Compagnie de transports électriques (IEM), et aux Chemins de fer électriques d'Athènes au Pirée (ISAP). Le musée conserve en outre dans ses réserves 2000 autres objets, 3000 livres et imprimés.
Le musée est ouvert du lundi au samedi de 9h30 à 14h00. Les photographies sont autorisées à l'intérieur.